# Helena Suková
Helena Suková (Prága, 1965. február 23. –) egykori páros világelső, kétszeres olimpiai ezüstérmes, 14-szeres Grand Slam-tornagyőztes, négyszeres Fed-kupa-győztes, Hopman-kupa-győztes, visszavonult cseh teniszezőnő.
1983–1998 közötti profi pályafutása alatt tizennégy Grand Slam-tornán diadalmaskodott, ebből kilencszer párosban és ötször vegyes párosban. Párosban teljesítette a karrier Grand Slamet. Egyéniben négy alkalommal játszott Grand Slam-torna döntőjében.  Tíz egyéni és hatvankilenc páros WTA-torna győztese. 1992-ben az évvégi világbajnokság páros győztese. Egyéniben 1985-ben játszott az évvégi világbajnokság döntőjében, ott azonban vereséget szenvedett Martina Navratilovától.
Legjobb világranglista helyezése egyéniben a 4. hely, amit 1985. március 18-án ért el, párosban 1990–1993 között megszakításokkal nyolc alkalommal állt a páros világranglista élén, összesen 68 héten át. Két alkalommal Jana Novotnával együtt év végi páros világelső volt (1989, 1990) és két alkalommal zárta világelsőként az évet, mint a legjobb páros játékos (1990, 1992).
Az 1988-as szöüli és az 1996-os atlantai olimpián párosban Jana Novotnával olimpiai ezüstérmes volt.
1981–1989, 1992–1993 és 1995–1996 között játszott Csehszlovákia, illetve Csehország Fed-kupa-válogatottjában. Négy alkalommal (1983, 1984, 1985 és 1988) tagja volt a kupagyőztes csapatnak. Összesen 73 mérkőzést játszott, az eredménye egyéniben 45 győzelem, 11 vereség, párosban 12 győzelem, 5 vereség. 1989-ben Miloslav Mečířrel Csehszlovákia színeiben megnyerték a Hopman-kupát.
2018-ban a teniszhírességek csarnokának (International Tennis Hall of Fame) tagjai közé választották.
A pszichológia doktora, a Cseh Köztársaság Sportpszichológiai Társaságának alelnöke.

## Családi háttere
Igazi teniszcsalád tagja. Apja Cyril Suk II a Csehszlovák Tenisz Szövetség elnöke volt. Anyja Vera Suková az 1962-es wimbledoni teniszbajnokság női egyesének döntőse volt, később a csehszlovák Fed-kupa-csapat kapitányaként dolgozott, edzője volt a Martina Navratilova vezette kupagyőztes csapatnak. Testvére Cyril Suk III szintén erős profi teniszező volt, Helenával párban három Grand Slam-győzelmet szerzett, 1991-ben a Roland Garroson, valamint az 1996-os és az 1997-es wimbledoni teniszbajnokságon.

## Grand Slam-győzelmek

### Páros
- Australian Open: 1990, 1992
- Roland Garros: 1990
- Wimbledon: 1987, 1989, 1990, 1996
- US Open: 1985, 1993

### Vegyes
- Roland Garros: 1991
- Wimbledon: 1994, 1996, 1997
- US Open: 1993